# Nikos Machlas
Nikolaos "Nikos" Machlas (på græsk Νίκος Μαχλάς, født 16. juni 1973 i Heraklion, Grækenland) er en tidligere græsk fodboldspiller (angriber.
Machlas startede sin karriere i hjemlandet, hvor han spillede for OFI Kreta i seks sæsoner, inden han skiftede til SBV Vitesse i den hollandske Æresdivision. Hos Vitesse startede han langsomt ud, men i sæsonen 1997-98 blev han med 34 scoringer både topscorer i ligaen, og samtidig vinder af Den Gyldne Støvle, en pris af UEFA til den mest scorende spiller i Europa i løbet af en sæson.
Machlas skiftede året efter til storklubben AFC Ajax, som han var tilknyttet de næste fire sæsoner. Han var med til at vinde både det hollandske mesterskab og pokalturneringen KNVB Cup med klubben i 2002. Efter et år på lejeophold hos La Liga-klubben Sevilla FC skiftede han tilbage til græsk fodbold, hvor han først spillede hos Iraklis og siden sin gamle klub OFI Kreta. Han afsluttede karrieren med to sæsoner på Cypern hos APOEL Nicosia.
Machlas spillede desuden 61 kampe og scorede 18 mål for det græske landshold. Han var en den græske trup VM i 1994 i USA. Her spillede han alle grækernes tre kampe i turneringen, hvor holdet uden at have scoret et eneste mål blev slået ud efter at have tabt alle sine indledende gruppekampe.